# Demokratyczni Republikanie (Włochy)
Demokratyczni Republikanie (wł. Repubblicani Democratici, RD) – włoska partia polityczna o profilu centrowym i liberalnym, działająca w latach 2004–2007.
Formację założyli działacze Włoskiej Partii Republikańskiej sprzeciwiający się koncepcjom ponownego wejścia tego ugrupowania do wspierającej Silvia Berlusconiego koalicji Dom Wolności. Nowa partia przystąpiła do koalicji wyborczej Unia, podejmując w jej ramach bliską współpracę z Włochami Wartości. W wyborach parlamentarnych w 2006 lider RD Giuseppe Ossorio uzyskał mandat posła do Izby Deputowanych.
W 2007 Demokratyczni Republikanie zrezygnowali z dalszej współpracy z IdV, przystępując do Partii Demokratycznej i zachowując pewną odrębność organizacyjną. W 2010 zdecydowali się jednak powrócić do Włoskiej Partii Republikańskiej.